# Оператор спутниковой телефонной связи
Оператор спутниковой телефонной связи — телефонная компания, предоставляющая услуги связи посредством космической радиосвязи. Абоненты спутниковой телефонной связи имеют возможность связи друг с другом, а также с другими пользователями мировой телефонной сети общего пользования. Абоненты спутниковой телефонной связи получают стандартный телефонной номер из специальных диапазонов телефонной зоны 8, указывающих на принадлежность к спутниковой связи.
Известны следующие префиксы номеров спутниковой телефонной связи:
- +870
- +871
- +872
- +873
- +874
- +881
- +88216

Для того, чтобы воспользоваться услугами телефонии оператора спутниковой связи, необходимо специальное оборудование — спутниковый телефон, VSAT и спутниковый модем или мобильная спутниковая станция.
Спутниковая телефонная связь востребована в тех точках земного шара, где другие способы телефонной связи невозможны — в космосе, на орбите вокруг планеты Земля (используют космонавты), на северном и южном полюсе, в океане, на островах и т. п.
В зависимости от оператора связи, областью охвата может быть или вся Земля, или отдельные регионы мира. Связано это с тем, что используются либо низколетящие спутники, которые при достаточном количестве покрывают зоной охвата всю Землю, либо спутники на геостационарной орбите, где они не двигаются относительно Земли и не «видят» её полностью.
Существует несколько региональных и международных операторов спутниковой связи.
- Intelsat — международная организация спутниковой связи, основанная в 1964 году как межгосударственная организация.
- Eutelsat — французский оператор спутниковой связи, занимает первое место по величине оборота среди операторов спутниковой связи в мире. Крупнейшими акционерами Eutelsat являются British Telecom (17,5 % акций), France Telecom (23,1 %) и Deutsche Telekom (10,9 %).
- Иридиум — всемирный оператор спутниковой телефонной связи. Покрытие составляет 100 % поверхности Земли, включая оба полюса
- Глобалстар — один из крупнейших в мире поставщиков мобильной спутниковой связи и передачи данных
- Inmarsat — международная компания спутниковой связи, основанная в 1979 году, первоначально как межгосударственная организация.
- Thuraya — региональный оператор спутниковой телефонной связи, который работает в Европе, Средней Азии, Австралии и Африке[3].
- ФГУП «Космическая связь» — предоставляет услуги связи по всему миру, обладает самой крупной орбитальной группировкой геостационарных спутников связи и вещания в России
- Интерспутник — международная межправительственная организация по предоставлению услуг спутниковой связи. Услуги спутниковой телефонной связи на основе оборудования Интерспутник предоставляются компанией Исател[4]